# 罗兰·斯库曼
罗兰·斯库曼（1980年7月4日—），南非男子游泳运动员。他曾代表南非参加2000年、2004年、2008年和2012年夏季奥林匹克运动会游泳比赛，获得一枚金牌、一枚银牌和一枚铜牌。